# Compolibat
Compolibat (okzitanisch: Complibat) ist eine französische Gemeinde mit 334 Einwohnern (Stand: 1. Januar 2022) im Département Aveyron in der Region Okzitanien (vor 2016 Midi-Pyrénées). Die Gemeinde gehört zum Arrondissement Villefranche-de-Rouergue und zum Kanton Villeneuvois et Villefranchois. Die Einwohner werden Compolibatois genannt. 

## Geografie
Compolibat liegt etwa 39 Kilometer westnordwestlich von Rodez am Aveyron. Umgeben wird Compolibat von den Nachbargemeinden Privezac im Norden und Nordosten, Prévinquières im Osten, Rieupeyroux im Südosten, La Bastide-l’Évêque im Süden und Südwesten, Brandonnet im Westen sowie Maleville im Westen und Nordwesten.

## Bevölkerungsentwicklung
| Jahr                       | 1962 | 1968 | 1975 | 1982 | 1990 | 1999 | 2006 | 2018 |
| Einwohner                  | 568  | 556  | 508  | 472  | 469  | 405  | 417  | 340  |
| Quellen: Cassini und INSEE |      |      |      |      |      |      |      |      |

## Sehenswürdigkeiten

Kirche Saint-Georges

- Kirche Saint-Georges
- Zwei Mühlen